# La Voleuse de Bagdad
Pour plus de détails, voir Fiche technique et Distribution.
La Voleuse de Bagdad (Die Diebin von Bagdad) est un film allemand réalisé par Karel Lamač et sorti en 1952.

## Synopsis
Le Calife Omar est dirigeant faible dont les serviteurs se moquent dans son dos. Son épouse, Suleika, est celle qui prend les décisions et donne si peu d'argent à son mari, qu'il n'a même pas les moyens de payer les eunuques pour garder son harem. Un jour, Suleika lui révèle qu'elle attend la visite du prince Ali. Il vient de franchir la frontière nationale et séjourne dans une zone où le roi des brigands de grand chemin Achmed est en train de commettre des bêtises. Suleika envoie des gardes pour amener Ali en toute sécurité au palais de Bagdad. Pendant ce temps, Ali a un problème de prestige, son chameau, qu'il avait apporté en cadeau, est mort pendant le voyage. Il cherche une belle femme à donner au calife pour son harem. Le choix de ses gardes incombe à Fatme, qui peut chanter et danser magnifiquement, mais prive ses téléspectateurs dans le processus. Fatme se promène avec le jongleur et magicien Ibrahim, qui cherche un sort de rajeunissement. Cependant, le mot magique qu'il prononce le fait changer de forme, lui et Fatme. Il est maintenant dans son corps, tandis que Fatme se retrouve dans le corps âgé d'Ibrahim. Ibrahim, sous les traits de Fatme, est kidnappé par les hommes d'Ali. Un peu plus tard, Achmed attaque Ali et retrouve la supposée jeune femme qu'il veut spontanément séduire. Ibrahim lui vole une boucle d'oreille et peut alors s'échapper. Lui et Fatme arrivent à Bagdad où ils parviennent à rompre le charme. qu'il veut spontanément séduire. Ibrahim lui vole une boucle d'oreille et peut alors s'échapper. Lui et Fatme arrivent à Bagdad où ils parviennent à rompre le charme. qu'il veut spontanément séduire. Ibrahim lui vole une boucle d'oreille et peut alors s'échapper. Lui et Fatme arrivent à Bagdad où ils parviennent à rompre le charme.
Entre-temps, Achmed a pris l'identité d'Ali, car il voulait de toute façon venir au palais du calife pour voler le trésor public. Il s'installe à Bagdad avec les membres de son gang Haji et Ommar et feint un grand intérêt devant le vieux calife. En fin de compte, c'est Hajji qui veut connaître l'état du trésor de Suleika par un flirt violent. Fatme avait récemment volé une robe de valeur à Suleika et est depuis poursuivie par les gardes du palais. Elle se retrouve au palais par hasard et fait partie d'un spectacle de danse. Les gardes la voient comme la voleuse, Ahmed comme la jeune femme dont il est tombé amoureux dans le désert à l'extérieur de Bagdad, et le calife Omar comme un nouvel ajout potentiel à son harem. Après la fin de la représentation, Fatme est d'abord interceptée par Achmed, qui se demande que la jeune femme affirme ne jamais l'avoir vu. Peu de temps après, Fatme est capturé par les gardes du palais. Suleika veut la condamner à une peine sévère, mais Fatme parvient à atténuer sa peine car elle raconte au calife un sortilège censé faire tomber les hommes amoureux d'elle. En réalité, c'est le sortilège qui la met dans un autre corps. Fatme va en prison normalement et Ahmed promet de la libérer.
Le calife Omar a utilisé une astuce pour accéder à son harem, mais se retrouve à l'extérieur du palais par une porte truquée. Ici, il rencontre Ibrahim, qui a jusqu'à présent cherché en vain Fatme. Il se glisse dans le corps d'Omar à l'aide d'un sortilège magique et la cherche dans le palais. Son attitude soudainement confiante et affirmée lui vaut le respect de ses sbires. Cependant, il ne retrouve pas Fatme et un peu plus tard échange à nouveau des corps avec le calife. De retour au palais, il est ravi que ses subordonnés le respectent soudainement. Plutôt involontairement, Hajji et Suleika ont échangé leurs corps, mais Hajji est capable de pénétrer dans les chambres secrètes du trésor du palais avec Ahmed et Ommar. Finalement, Fatme parvient à s'échapper et elle rejoint le trio. Cependant, le vol du trésor échoue et le trio est arrêté. Fatme apprend maintenant qu'Achmed n'est pas du tout un prince, mais juste un criminel de droit commun. Ahmed est arrêté et condamné à mort. Le calife donne à Fatme le choix de sauver la vie d'Ahmed en consentant au mariage, et Fatme accepte. Le mariage avec le calife commence un peu plus tard, mais il veut toujours faire exécuter Achmed et Hajji. Les deux parviennent à maîtriser les gardes et à faire sortir Fatme du palais. Elle et Ahmed deviennent un couple et Ibrahim, qui a toujours aimé Fatme, l'abandonne. pour sauver la vie d'Achmed en consentant au mariage, et Fatme est d'accord. Le mariage avec le calife commence un peu plus tard, mais il veut toujours faire exécuter Achmed et Hajji. Les deux parviennent à maîtriser les gardes et à faire sortir Fatme du palais. Elle et Ahmed deviennent un couple et Ibrahim, qui a toujours aimé Fatme, l'abandonne. pour sauver la vie d'Achmed en consentant au mariage, et Fatme est d'accord. Le mariage avec le calife commence un peu plus tard, mais il veut toujours faire exécuter Achmed et Hajji. Les deux parviennent à maîtriser les gardes et à faire sortir Fatme du palais. 
Elle et Ahmed deviennent un couple et Ibrahim, qui a toujours aimé Fatme, l'abandonne.

## Fiche technique
- Titre : La Voleuse de Bagdad
- Titre original : Die Diebin von Bagdad
- Réalisation : Karel Lamač
- Scénario : Gustav Kampendonk
- Photographie : Michael Jary et Lotar Olias
- Décors : Heinrich Beisenherz et Alfred Bütow
- Son : Martin Müller
- Montage : Rosemarie Weinert
- Production : Pontus Film
- Pays d'origine :  Allemagne de l'Ouest
- Durée : 91 minutes
- Dates de sortie :
  - Allemagne de l'Ouest : 10 avril 1952
  - France - 7 octobre 1955

## Distribution
- Sonja Ziemann : Fatma, la voleuse de Bagdad
- Rudolf Prack : Ahmed
- Paul Kemp : le calife Omar
- Theo Lingen : Hadji
- Fita Benkhoff : Suleika
- Hubert von Meyerinck : Hussa Hussa
- Fritz Odemar : Ibrahim le magicien
- Carl Voscherau : Sandu
- Kurt Rackelmann : Hassan
- Kurt Fuss : Halef
- Hans Juergen Weidlich : Amento
- Joachim Rake : le prince Ali
- Kurt Jung : Mansour
- Horst von Otto : Selim
- Walter Giller : Ommar
- Horst Beck : le docteur